# Olympische Sommerspiele 1968/Teilnehmer (Niger)
| Gelbes Symbol für Goldmedaillen mit stilisierten Olympischen Ringen | Graues Symbol für Silbermedaillen mit stilisierten Olympischen Ringen | Braundes Symbol für Bronzemedaillen mit stilisierten Olympischen Ringen |
| ------------------------------------------------------------------- | --------------------------------------------------------------------- | ----------------------------------------------------------------------- |
| —                                                                   | —                                                                     | —                                                                       |

Niger nahm an den Olympischen Sommerspielen 1968 in Mexiko-Stadt mit einer Delegation von zwei Sportlern (beide Männer) teil.

## Teilnehmer nach Sportarten

### Boxen
- Dary Dasuda
Bantamgewicht: 33. Platz

- Issaka Daboré
Halbweltergewicht: 9. Platz